# Pine Haven (Wyoming)
Pine Haven es un pueblo ubicado en el condado de Crook  en el estado estadounidense de Wyoming. En el año 2010 tenía una población de 490 habitantes y una densidad poblacional de 144.12 personas por km².

## Geografía
Pine Haven se encuentra ubicado en las coordenadas 44°21′13.11″N 104°48′37.26″O / 44.3536417, -104.8103500. Según la Oficina del Censo, la localidad tiene un área total de 3,4 km² (1,3 mi²), de la cual 3,4 km² (1,3 mi²) es tierra y 0 km² (0 mi²) (0.0%) es agua.

### Localidades adyacentes
El siguiente diagrama muestra a las localidades en un radio de 80 kilómetros (49,7 mi) de Pine Haven.

## Demografía
En el 2000 la renta per cápita promedia del hogar era de $37.250, y el ingreso promedio para una familia era de $46.250. El ingreso per cápita para la localidad era de $21.014. En 2000 los hombres tenían un ingreso per cápita de $39.583 contra $35.625 para las mujeres. Alrededor 4.1% de la población estaba bajo el umbral de pobreza nacional.